# Нелсън Мандела
Нѐлсън Холѝлала Мандѐла (18 юли 1918 – 5 декември 2013 г.) (на кхоса: Nelson Rolihlahla Mandela; на английски: Nelson Rolihlahla Mandela) е южноафрикански политик от народността кхоса, президент на Южноафриканската република от 1994 до 1999 година, първият избран с всеобщо гласуване.
Преди това Мандела е сред изявените противници на апартейда и ръководител на Умконто ве сизве, въоръжената организация на Африканския национален конгрес. През 1962 г. е осъден на доживотен затвор за саботаж и други престъпления. Прекарва в затвора 27 години, по-голямата част от които на остров Робен. След освобождаването си през 1990 г. Нелсън Мандела води преговорите с правителството, довели до установяването на многорасова демокрация в страната през 1994 г. Като президент Мандела поставя акцент върху помирението на нацията и води политика на борба с бедността и неравенството в страната.
Мандела е носител на повече от 250 награди, включително на Нобелова награда за мир (1993) и на българския орден „Стара планина“ (2008). Автор е на книгите „Няма лек път към свободата“ (1965), „Готов съм да умра“ (1979) и други. Мандела почива на 5 декември 2013 г. на 95-годишна възраст в болница в Йоханесбург от белодробна инфекция. Погребан е с държавни почести и паметта му е почетена от много световни лидери.

## Ранни години
Нелсън Мандела принадлежи на младши клон на династията, управлявала племето тембу в територията Транскей в Капската провинция. Роден е в Мвезо, селце в близост до столицата на Транскей Умтата. По майчина линия има койсански предци. Негов прадядо по права линия е починалият през 1832 г. Нгубенгкука инкоси енкхулу („велик вожд“) на племето тембу. Един от синовете на Нгуленгкука, Мандела, е дядо на Нелсън Мандела, откъдето идва и фамилното име. Тъй като Мандела е син на владетеля от съпруга от клана Икхиба, неговите потомци нямат право на претенции към трона.
Бащата на Нелсън Мандела, Гадла Хенри Мфаканисва, е водач на селцето Мвезо, но влиза в конфликт с колониалните власти, отстранен е от поста си и се премества със семейството си в Куну. Въпреки това Мфаканисва остава член на съвета на владетеля на тембу и подпомага наследяването на трона от Джонгинтаба Далиндебо. По-късно Далиндебо неофициално осиновява Нелсън Мандела след смъртта на баща му.
Бащата на Нелсън Мандела има четири съпруги, от които му се раждат тринадесет деца – четири момчета и девет момичета. Нелсън Мандела е дете на третата (според сложната система на династичните рангове) съпруга, Носекени Фани. Тя е дъщеря на Нкедама от клана Мпемву Кхоса и Нелсън прекарва голяма част от детството си в неговото домакинство. Първото му име, Холилала, означава „този, който дърпа клона на дървото“ или „пакостник“.
Холилала Мандела става първият член на семейството, тръгнал на училище. Там неговата учителка, госпожица Мдингане, му дава английското име Нелсън. Когато Нелсън Мандела става деветгодишен, баща му умира от туберкулоза и негов настойник става владетелят Джонгинтала. Мандела посещава методистко мисионерско училище, в близост до двореца на владетеля. На шестнадесет години преминава традиционната церемония за посвещение на тембу, след което учи в местен колеж, завършвайки стандартния тригодишен курс за две години. Тъй като се очаква да заеме съветническото място на баща си, е изпратен в методисткия колеж във Форт Бофорт, посещаван от повечето членове на владетелската династия на тембу. На деветнадесетгодишна възраст проявява интерес към бокса и се състезава в колежа.
След като завършва гимназия, учи за бакалавърска степен в Университета на Форт Хеър в Алис. Там се запознава с Оливър Тамбо, с когото остават близки приятели и сътрудници до смъртта на Тамбо през 1993 г. Сред неговите приятели там е и родственикът му Кайзер Матанзима, един от наследниците на трона на тембу, който по-късно става привърженик на политиката на бантустаните. В края на първата си година във Форт Хеър Мандела се включва в студентски протест срещу политиката на университета и е изключен.
Малко след като Нелсън Мандела е изключен от университета, Джонгинтаба обявява, че е уговорил бракове за Мандела и престолонаследника Джъстис. Двамата младежи остават недоволни от това и се преместват в Йоханесбург. При пристигането си там Мандела е нает като пазач в мина, но скоро е уволнен, след като работодателят му научава, че е беглец от владетелски двор. След това, със съдействието на своя приятел Уолтър Сисулу, постъпва на работа като чиновник в правната кантора Уиткин, Сиделски и Еделман. Докато работи там, Мандела получава чрез кореспонденция бакалавърска степен от Южноафриканския университет в Претория и се записва да учи право във Витватерсрандския университет в Йоханесбург. Там се запознава с бъдещите активни противници на апартейда Джо Слово, Хари Шварц и Рут Фърст.

## Политическа дейност
След победата на изборите през 1948 г. на Националната партия, подкрепяща апартейда и расовата сегрегация, Мандела започва активна политическа дейност, като участва в различни инициативи на АНК и в проведения през 1955 Конгрес на хората, където е приета Хартата на свободата, която поставя основите на борбата срещу политиката на апартейд. През тези години Мандела заедно с Оливър Тамбо ръководят обща фирма, която предлага правни услуги на чернокожи срещу минимално заплащане.
Първоначално, придържащ се към политика без агресия, Мандела и 150 други биват арестувани на 5 февруари и обвинени в измяна, като последвалото дело, проточило се между 1956 и 1961 г., завършва с оправдателни присъди за всички обвинени. В периода 1952 – 1959 г. се заражда нов вид чернокожи активисти, известни като африканисти, които смущават действията на АНК в различните райони на страната и които изискват по-драстични мерки срещу режима на Националната партия. За да усили своята позиция, ръководството на АНК започва да създава коалиции с по-малки партии, подкрепяни от различни етнически групи, което води до създаването на широка коалиция, управлявана от изпълнително бюро, състоящо се от генералните секретари на петте коалиционни партньора. Впоследствие се оказва, че и петимата генерални секретари, включително и този на АНК Уолтър Сисулу, са били тайни членове на Южноафриканската комунистическа партия (ЮАКП).

### Въоръжени действия срещу апартейда
През 1961 г. Мандела става лидер на създаденото с негова помощ въоръжено крило на АНК, Умкхонто Свизве (означаващо „Копието на нацията“ и често използващо абревиатурата МК), като координира различни саботажи срещу военни и правителствени цели и прави планове за евентуална партизанска война. Освен това Мандела активно набира средства и урежда паравоенно обучение на групата в чужбина. Той описва решението за водене на въоръжени действия срещу апартейда, като последна възможност след дълги години на безплодни мирни протести и репресии от страна на правителството.
По-късно, особено през 80-те години на XX век, МК подклажда кървава партизанска война, в която загиват и множество невинни хора. Затова след време Мандела признава, че в желанието си да се бори срещу апартейда АНК често нарушава човешките права и критикува свои съпартийци, които отричат този факт.
До юли 2008 г. Мандела и множество други членове на АНК имат забрана за влизане на територията на САЩ – с изключение на централата на ООН в Манхатън – без специално разрешение от Държавния секретар на САЩ поради терористичните си действия по време на апартейда.

### Задържане и процес
След като успешно се укрива от властите в продължение на 17 месеца, на 5 август 1962 Мандела е арестуван и три дни по-късно обвинен в това, че е водил работническа стачка през 1961 г. и че е напуснал страната незаконно, като на 25 октомври 1962 г. е признат за виновен по тези обвинения и осъден на 5 години затвор.
След задържането на множество видни членове на АНК на 11 юли 1963, срещу Мандела и другите лидери, задържани при операцията, са повдигнати обвинения за участие и подготвяне на въоръжени действия срещу държавата (най-вече четири обвинения за саботаж, по който Мандела се признава за виновен) и за заговор, който трябва да предизвика окупацията на Южна Африка от други страни (обвинение, по което Мандела не се признава за виновен). Делото приключва на 12 юли 1964 г., като всички обвиняеми освен Ръсти Бернщейн са признати за виновни и осъдени на доживотен затвор.

### В затвора
Мандела излежава 18 от общо 27-те, прекарани зад решетките, в затвор на остров Робен, където той и други негови съмишленици са принудени да работят във варовикова кариера. Условията в затвора са лоши, като се извършва расова сегрегация, при която чернокожите получават най-малко храна. Политическите затворници са държани отделно от другите и имат по-малко привилегии. Мандела разказва как като затворник от група Д (най-ниската възможна) има право на един посетител и едно писмо на всеки шест месеца.
През март 1982 г. Мандела и други високопоставени лидери на АНК са преместени в затвора в Кейптаун. Спекулира се, че това е ход, с който се избягва влиянието, което старите затворници биха могли да окажат на младите чернокожи активисти, също затворени на остров Робен, но по-късно се разбира, че преместването е с цел да се установи дискретен контакт между правителството и лидерите на АНК.
През февруари 1985 г. тогавашният президент Питер Бота предлага на Мандела амнистия, при положение че той се откаже от въоръжената съпротива срещу режима на Националната партия. Мандела обаче категорично отказва предложението, като чрез дъщеря си прави следното изказване: „Каква свобода ми се предлага, докато организацията на хората продължава да е забранена? Само свободните хора могат да преговарят. Един затворник не е в състояние да води преговори.“
През 1988 г. Мандела отново е преместен, този път в затвора „Виктор Ферстер“, където множество от забраните и ограниченията са отменени и Мандела получава шанса да бъде посетен от множество хора и дори свои съмишленици.
С времето националният и международният натиск, изискващ освобождаването на Мандела, се увеличава. През 1989 г. Южна Африка достига до кръстопът, когато президентът Бота получава инфаркт и бива заменен от Фредерик де Клерк, който освобождава Мандела на 11 февруари 1990 г., след като на 2 февруари отменя забраните срещу АНК и други организации, борещи се срещу апартейда. Излизането на Мандела от затвора е предавано на живо от множество световни медии, като Мандела държи реч, в която казва, че АНК ще продължи да се бори, включително и по насилствен начин, за свобода и равенство, които биха били най-добре изразени в право на глас на местни и национални избори на хора от всякакви раси.

### Преговори с правителството
След като излиза от затвора, Мандела се връща като лидер в АНК и води партията на състоялите се в периода 1990 – 1994 г. многопартийни преговори, които водят до първите избори в историята на Южна Африка, в които право на глас имат хора от всички раси.
Мандела и президентът де Клерк са удостоени с Нобеловата награда за мир през 1993 г. в резултат на успешните преговори и добрия контакт между двамата. Въпреки това по време на преговорите има и много критични моменти, като например изказване на Мандела, описващо де Клерк като глава на „незаконно, дискредитирано правителство на малцинството“. Преговорите са временно прекратени от юни до септември 1992 г. от страна на АНК след масово убийство в провинция Гаутенг. Последният критичен момент за преговорите е извършеното през април 1993 г. убийство на един от лидерите на АНК – Крис Хани. За да предотврати възможен хаос и масови безредици в страната, Мандела, подобно на президент, прави директно обръщение към нацията, в което заклеймява убийството на Хани, но подчертава, че това не трябва да раздели гражданите на Южна Африка, а да ги сплоти още повече. Въпреки че възникват някои безредици, скоро преговорите приключват успешно и е решено на 27 април 1994 г., година след убийството на Хани, да се проведат демократични и равноправни избори.

### Президентски мандат
АНК печели на изборите през 1994 г. 62% от гласовете и Мандела, като партиен лидер, встъпва в длъжността на държавен глава на 10 май 1994 г., като е първият чернокож президент на ЮАР с първи вицепрезидент, досегашния президент от Националната партия, де Клерк, и с втори вицепрезидент, бъдещия му наследник на президентския пост, Табо Мбеки. Като президент от май 1994 до юни 1999 г. Мандела е натоварен със задачата да осъществи прехода от апартейд към демокрация, като под негово ръководство през 1996 г. е приета новата конституция на Южна Африка. Едно от главните събития, които успяват да обединят бели и чернокожи, е проведеното през 1995 г. в ЮАР световно първенство по ръгби, което националният отбор на ЮАР, по-рано виждан като символ на апартейда, успява да спечели.
Първата военна операция на ЮАР след края на апартейда се провежда през септември 1998 г. в Лесото с цел опазване правителството на министър-председателя Пакалита Мосисили, което се оказва в кризисна ситуация след оспорвани от опозицията избори.
Един от главните проблеми за правителството на Мандела е разпространението на СПИН, което, както и Мандела по-късно признава, би могло да бъде значително ограничено при по-ефективни мерки от страна на правителството. След като се оттегля от активния политически живот, Мандела взема участие в множество кампании, борещи се срещу епидемиите от ХИВ и СПИН.

## Оттегляне от активния политически живот
Мандела става най-възрастният президент на Южна Африка, когато идва на власт на 75 години през 1994 г. Той решава да не се кандидатира за втори мандат и се оттегля от активната политика през 1999 г., като бива наследен на поста си от Табо Мбеки. След оттеглянето си Мандела подкрепя активно редица социални и правозащитни организации.

### Здраве
През юли 2001 г. Мандела заболява от рак на простатата, като впоследствие претърпява успешно лечение, продължило седем седмици. През юни 2004 г., на 85 години, Мандела обявява, че се оттегля от публичния живот поради влошеното си здраве и желанието да прекарва повече време със семейството си, но оттеглянето му не е цялостно." 90-ият рожден ден на Мандела е отпразнуван в цяла Южна Африка, а в чест на Мандела се състои и концерт в Хайд Парк, Лондон. В речта по повод рождения си ден Мандела призовава богатите хора да помагат на по-бедните. Въпреки поддържаната анонимност по време на проведеното в Южна Африка Световно първенство по футбол през 2010 г., Мандела се появява на церемонията по закриването на първенството, където е посрещнат възторжено.

### Критики към външната политика на САЩ и Великобритания
През 1999 г. Мандела остро критикува намесата на ООН във войната в Косово, като я оприличава на опит на суперсилите да контролират целия свят.
През 2002 и 2003 г. Мандела критикува администрацията на президента Буш в много от своите речи. По повод липсата на намеса от страна на ООН във войната в Ирак Мандела казва: „Това, което става, което прави Буш, е трагедия. Но Буш подкопава и ООН.“ Също така Мандела намеква, че е възможно САЩ да са водени от расизъм в решението си да не се вслушат в мнението на генералния секретар на ООН Кофи Анан, като казва: „Дали това е така, защото генералният секретар на ООН сега е чернокож? Те никога не са правили това, когато генералните секретари бяха бели.“
Мандела подтиква гражданите на САЩ към масови протести против Буш и призовава световните лидери, особено тези, които имат право на вето в Съвета за сигурност на ООН, да му се противопоставят. Мандела критикува остро и министър-председателя на Великобритания Тони Блеър, като го нарича „външен министър на САЩ“.

### Зимбабве и Робърт Мугабе
Робърт Мугабе, президент на Зимбабве от 1980 г., когато страната получава независимостта си, е остро критикуван от международната общественост поради политическа репресия, некомпетентна администрация, корупция и конфликт на интереси. Въпреки множеството си прилики, Мугабе и Мандела рядко са в добри отношения. След оттеглянето си Мандела смекчава позицията си спрямо президента на Зимбабве, заради което понякога е критикуван. В тази връзка адвокатът на Мандела уточнява, че клиентът му е посъветван да избягва стресови ситуации като политически противоречия поради влошеното си здраве. Въпреки това, през 2007 г. Мандела призовава Мугабе да се оттегли, преди да последва съдбата на чилийския диктатор Аугусто Пиночет, но Мугабе не реагира на този апел. През юни 2008 г., в кулминацията на предизвиканата от президентските избори криза, Мандела заклеймява „трагичния провал на ръководството“ на Зимбабве.

## Памет
На Нелсън Мандела е наречена улица в квартал „Кръстова вада“ в София (Карта).

## Награди
- 1990 – Ленинска награда за мир
- 1992 – Награда Сахаров (заедно с Анатоли Марченко)
- 1992 – Награда Хофу-Боани (заедно с Фредерик де Клерк)
- 1993 – Нобелова награда за мир (заедно с Фредерик де Клерк)
- 2008 – Орден „Стара планина“